# 咪唑-2-硫酮
咪唑-2-硫酮是一种有机硫化合物，化学式为C2H2(NH)2C=S。它是不饱和的环状硫脲，其中C=S键的键长较短，为169 pm。它常被称作2-巯基咪唑，但这种互变异构体尚未被观测到。它可以和金属形成一系列的配合物。咪唑-2-硫酮的结构与巯基苯并咪唑相似。它可以羟基乙醛和硫氰酸铵为原料制备。